# Nephrotoma longisternata
Nephrotoma longisternata är en tvåvingeart som beskrevs av Alexander 1967. Nephrotoma longisternata ingår i släktet Nephrotoma och familjen storharkrankar. Inga underarter finns listade i Catalogue of Life.